# Budapesti Központi Forradalmi Munkás- és Katonatanács
A Budapesti Központi Forradalmi Munkás- és Katonatanács (rövidítve leginkább: BKFMK, gyakran 500-as Tanács) a Magyarországi Tanácsköztársaság alatt (1919. március 21. – 1919. augusztus 1.) a fővárosi ügyekkel foglalkozó, 500 tagot számláló irányító testület volt. Gyakorlatilag az országgyűlés szerepét töltötte be a Tanácsok Országos Gyűlése összehívásáig, majd az után. Elődje a Budapesti Munkástanács volt.

## Felépítése és tevékenysége
A tagokat a kerületi munkás- és katonatanácsok választották saját tagjaik közül. A választások figyelembe vették a különböző kerületek lakosságszámarányát. A BKFMK élén egy 80 tagú intéző bizottság állt, amelyet 1919. április 15-én választottak meg. Ennek élén volt még egy 5 tagú elnökség; Ágoston Péter, Barna Jenő, Biermann István, Bogár Ignác, Bokányi Dezső.
Fő feladata Budapest közigazgatásának irányítása, a közegészségügyi, kulturális, közellátási stb. problémák megoldása volt. Intézkedett a lakáskérdés kapcsán és a szociális ügyekben.
A BKFMK tagjai tevékeny szerepelt vállaltak a fővárosi lakosság május-júniusi mozgósításában. A kommün kritikusabb napjaiban a Forradalmi Kormányzótanács kérte megerősítését döntéseiben. Erre volt precedens 1919. május 2-án, amikor a Forradalmi Kormányzótanács az előző napi - a honvédelemről szóló - ülésen hozott kormányzótanácsi határozatot a BKFMK megerősítette.
Arról van szó, elvtársaim, hogy odaadjuk-e Budapestet, vagy pedig küzdjünk Budapestért, küzdjön a budapesti proletariátus azért, hogy a diktatúra Budapesten megmaradjon [...] Küzdjünk addig, ameddig egy talpalatnyi föld marad Szovjet-Magyarországból.
Az utolsó ülést 1919. augusztus 1-jén tartották, 50-60 tag részvételével. Biermann István elnökölt, s nyitóbeszéde után átadta a szót Rónai Zoltánnak, aki bejelentette, hogy a románok Pestszentlőrincen vannak, s megállítani nem tudják őket. Ezután Fonyó Sári vette át a szót, aki azt ajánlotta, hogy minden katona összegyűjtésével vegyék fel a harcot a Dunántúlon. Ezt a résztvevők elutasították, majd bejelentették a Forradalmi Kormányzótanács lemondását. A BKFMK átadta a hatalmat a szakszervezeti kormánynak.